# Handebol nos Jogos Pan-Americanos de 2007 - Feminino
O torneio feminino de handebol nos Jogos Pan-Americanos de 2007 ocorreu entre 13 e 21 de julho no Riocentro. Oito equipes participaram do evento.

## Medalhistas
|  | BRA Brasil |  | CUB Cuba |  | ARG Argentina |
|  | Chana Masson Fabiana Diniz Alexandra Nascimento Fabiana Gripa Deonise Fachinello Daniela Piedade Aline Rosas Viviane Jacques Lucila Silva Juceli Rosa Idalina Mesquita Aline Santos Eduarda Amorim Millene Figueiredo Darly de Paula |  | Maydelis Sardinas Caridad Vizcay Virgen Murillo Ayling Martínez Yasnay Torres Arassay Duran Ariagne Cuesta Suleiky Gómez Aida Despaigne Lisandra Lusson Neivys Mederos Yohania Marti Imara Valdéz Nadezza Valera Eneleidys Guevara |  | Silvina Schlesinger Valentina Kogan María del Carmen Alejandre Cinthya Basile Georgina Costantino Bibiana Ferrea Antonela Mena Magdalena Decilio Lucia Haro María Emilia Acosta Sonia Meyer Silvana Totolo Lucia Fernández Mariana Sanguinetti Solange Tagliavini |

## Formato
As oito equipes foram divididas em dois grupos de quatro equipes. Cada equipe jogou contra as outras equipes do mesmo grupo, totalizando três jogos. As duas primeiras colocadas de cada grupo classificaram-se as semifinais e as restantes fizeram jogos de definição do quinto ao oitavo lugar. Nas semifinais, os vencedores disputaram a final e os perdedores se enfrentaram pela medalha de bronze.

## Resultados

### Primeira fase

#### Grupo A
| Pos | Time                     | Pts | J | V | E | D | GP | GC  | SG  |
| --- | ------------------------ | --- | - | - | - | - | -- | --- | --- |
| 1   | ARG Argentina            | 6   | 3 | 3 | 0 | 0 | 94 | 52  | 42  |
| 2   | DOM República Dominicana | 4   | 3 | 2 | 0 | 1 | 83 | 77  | 6   |
| 3   | PAR Paraguai             | 2   | 3 | 1 | 0 | 2 | 84 | 88  | -4  |
| 4   | PUR Porto Rico           | 0   | 3 | 0 | 0 | 3 | 61 | 105 | -44 |

| 13 de julho de 2007 8:00 | República Dominicana | 33 – 30 | Paraguai |  |
|                          |                      |         |          |  |

| 13 de julho de 2007 14:00 | Argentina | 39 – 14 | Porto Rico |  |
|                           |           |         |            |  |

| 15 de julho de 2007 15:00 | Argentina | 29 – 23 | Paraguai |  |
|                           |           |         |          |  |

| 15 de julho de 2007 19:00 | República Dominicana | 35 – 21 | Porto Rico |  |
|                           |                      |         |            |  |

| 17 de julho de 2007 20:00 | Paraguai | 31 – 26 | Porto Rico |  |
|                           |          |         |            |  |

| 17 de julho de 2007 22:00 | Argentina | 26 – 15 | República Dominicana |  |
|                           |           |         |                      |  |

#### Grupo B
| Pos | Time       | Pts | J | V | E | D | GP  | GC | SG  |
| --- | ---------- | --- | - | - | - | - | --- | -- | --- |
| 1   | BRA Brasil | 6   | 3 | 3 | 0 | 0 | 107 | 53 | 54  |
| 2   | CUB Cuba   | 4   | 3 | 2 | 0 | 1 | 97  | 72 | 25  |
| 3   | MEX México | 2   | 3 | 1 | 0 | 2 | 53  | 89 | -36 |
| 4   | CAN Canadá | 0   | 3 | 0 | 0 | 3 | 55  | 98 | -43 |

| 13 de julho de 2007 10:00 | Brasil | 38 – 15 | México |  |
|                           |        |         |        |  |

| 13 de julho de 2007 12:00 | Cuba | 38 – 25 | Canadá |  |
|                           |      |         |        |  |

| 15 de julho de 2007 13:00 | Brasil | 37 – 10 | Canadá |  |
|                           |        |         |        |  |

| 15 de julho de 2007 21:00 | Cuba | 31 – 15 | México |  |
|                           |      |         |        |  |

| 17 de julho de 2007 14:00 | Canadá | 20 – 23 | México |  |
|                           |        |         |        |  |

| 17 de julho de 2007 16:00 | Brasil | 32 – 28 | Cuba |  |
|                           |        |         |      |  |

### Fase final
|  | Classificação 5º-8º lugar   | Classificação 5º-8º lugar |    |                             | 5º lugar                    | 5º lugar |  |
|  |                             |                           |    |                             |                             |          |  |
|  | 19 de julho de 2007 - 14:00 |                           |    |                             |                             |          |  |
|  | MEX México                  | 21                        |    |                             |                             |          |  |
|  | PUR Porto Rico              | 20                        |    |                             |                             |          |  |
|  |                             |                           |    |                             |                             |          |  |
|  |                             |                           |    |                             | 21 de julho 2007 - 15:00    |          |  |
|  |                             |                           |    |                             | MEX México                  | 37       |  |
|  |                             | CAN Canadá                | 36 |                             |                             |          |  |
|  |                             |                           |    |                             |                             |          |  |
|  |                             |                           |    |                             |                             |          |  |
|  |                             |                           |    |                             | 7º lugar                    |          |  |
|  | 19 de julho 2007 - 20:00    | 19 de julho 2007 - 20:00  |    | 21 de julho de 2007 - 17:30 | 21 de julho de 2007 - 17:30 |          |  |
|  | PAR Paraguai                | 22                        |    | PUR Porto Rico              | 21                          |          |  |
|  | CAN Canadá                  | 26                        |    |                             | PAR Paraguai                | 22       |  |

|  | Semifinais                  | Semifinais               |    |                            | Final                      | Final |  |
|  |                             |                          |    |                            |                            |       |  |
|  | 19 de julho de 2007 - 16:00 |                          |    |                            |                            |       |  |
|  | BRA Brasil                  | 46                       |    |                            |                            |       |  |
|  | DOM República Dominicana    | 13                       |    |                            |                            |       |  |
|  |                             |                          |    |                            |                            |       |  |
|  |                             |                          |    |                            | 21 de julho 2007 - 10:30   |       |  |
|  |                             |                          |    |                            | BRA Brasil                 | 30    |  |
|  |                             | CUB Cuba                 | 17 |                            |                            |       |  |
|  |                             |                          |    |                            |                            |       |  |
|  |                             |                          |    |                            |                            |       |  |
|  |                             |                          |    |                            | 3º lugar                   |       |  |
|  | 19 de julho 2007 - 22:00    | 19 de julho 2007 - 22:00 |    | 21 de julho de 2007 - 8:30 | 21 de julho de 2007 - 8:30 |       |  |
|  | ARG Argentina               | 25                       |    | DOM República Dominicana   | 22                         |       |  |
|  | CUB Cuba                    | 37                       |    |                            | ARG Argentina              | 23    |  |

## Classificação final
| Pos.              | Equipe                   | Campanha (V-E-D) |
| ----------------- | ------------------------ | ---------------- |
| Medalha de ouro   | BRA Brasil               | 5-0-0            |
| Medalha de prata  | CUB Cuba                 | 3-0-2            |
| Medalha de bronze | ARG Argentina            | 4-0-1            |
| 4                 | DOM República Dominicana | 2-0-3            |
| 5                 | MEX México               | 3-0-2            |
| 6                 | CAN Canadá               | 1-0-4            |
| 7                 | PAR Paraguai             | 2-0-3            |
| 8                 | PUR Porto Rico           | 0-0-5            |